# Scheidegg
Scheidegg település Németországban, azon belül Bajorországban. Lakosainak száma 4424 fő (2023. december 31.). Scheidegg Sigmarszell, Opfenbach, Lindenberg im Allgäu és Möggers községekkel határos.

## Népesség
A település népessége az elmúlt években az alábbi módon változott:
| Lakosok száma | 1354 | 3733 | 3573 | 4048 | 4118 | 4162 | 4230 | 4264 | 4303 | 4424 |
|               | 1875 | 1970 | 1975 | 2011 | 2013 | 2014 | 2016 | 2019 | 2021 | 2023 |